# Dove l'arcobaleno arriva
Dove L'Arcobaleno Arriva è un album di Alberto Camerini pubblicato nel 1995.

## Tracce
1. Dove L'Arcobaleno Arriva
2. La Sposa
3. Rose Tropicali
4. Samba Di Cucina
5. Notti D'Agosto
6. Diamantina
7. Il Ristorante Di Ricciolina
8. La Bottega Del Caffè
9. In Pista
10. Milano Innamorata